# Krijgswetenschap
Krijgswetenschap of krijgskunde (of minder correct ook krijgskunst) is oorspronkelijk de leer van alles wat op oorlogsvoering betrekking heeft. Tegenwoordig worden ook onderwerpen als buitenlandse betrekkingen, internationaal oorlogsrecht en bedrijfsvoering van de krijgsmacht daaronder verstaan.
In Nederland bestaat er een officiële vereniging: de Koninklijke Vereniging ter Beoefening van de Krijgswetenschap, opgericht op 6 mei 1865.